# Хуммедов, Маликмухамед
Маликмухамед Хуммедов — советский хозяйственный и государственный деятель, лауреат Государственной премии СССР за выдающиеся достижения в труде.

## Биография
Родился в 1942 году в селе Ясмансалык. Член КПСС.
В 1959—1961 — чабан, в 1962—1963 — дояр, в 1964—1971 — помощник бригадира, в 1971—1987 — бригадир животноводческой бригады, в 1987—1991 — председатель колхоза «Социализм» Ашхабадского района Ашхабадской области Туркменской ССР.
За получение высоких и устойчивых урожаев овощей, картофеля, хлопка, винограда, фруктов, чая и бахчевых культур на основе умелого использования техники, улучшения организации работ, повышения культуры земледелия был в составе коллектива удостоен Государственной премии СССР за выдающиеся достижения в труде 1978 года.
Депутат Верховного Совета Туркменской ССР 12-го созыва (1990—1995).
Живёт в Ашхабаде.

## Награды
- Орден Ленина
- Орден Трудового Красного Знамени